# 1889
1889 (số La Mã: MDCCCLXXXIX) là một năm thường bắt đầu vào thứ Ba trong lịch Gregory hay một năm thường bắt đầu vào ngày Chủ nhật theo lịch Julius, chậm hơn 12 ngày.

## Sự kiện

### Tháng 1
- 13 tháng 1 – Vua Hàm Nghi đến thủ đô Alger đi đày
- Thành lập Quốc hội Nhật Bản

## Sinh
- 20 tháng 4 – Adolf Hitler Quốc trưởng Đức (m. 1945).
- 16 tháng 4 – Charlie Chaplin (vua hề Sác-lô) (m. 1977).

## Mất
- 2 tháng 1 – Trương Thị Thận, phong hiệu Tam giai Thụy tần, phi tần của vua Thiệu Trị, mẹ của vua Hiệp Hòa (s. 1817).
- 18 tháng 7 – Nguyễn Phúc Hồng Truyền, tước phong Tuy Hòa Quận vương, hoàng tử con vua Thiệu Trị nhà Nguyễn (s. 1837).
- 4 tháng 8 – Nguyễn Phúc Miên Tả, tước phong Trấn Quốc công, hoàng tử con vua Minh Mạng (s. 1833).
- 28 tháng 1 - Đồng Khánh, vị hoàng đế thứ 9 của nhà Nguyễn.